# Alexeï Khomiakov
« Khomiakov » redirige ici. Pour les autres significations, voir Khomiakov (homonymie).
Alexeï Stepanovitch Khomiakov (en russe : Алексе́й Степа́нович Хомяко́в), né le 1er mai 1804 (13 mai dans le calendrier grégorien) à Moscou et mort le 23 septembre 1860 (5 octobre dans le calendrier grégorien) à Ivanovskoïe (gouvernement de Riazan), est un théologien, poète et philosophe russe. Il est un des chefs de file du mouvement slavophile.

## Œuvre et pensée
Dans ses Lettres à propos de l'Église latine et du protestantisme vus de l'Église orthodoxe, il s’attache à mettre en évidence les partis pris et les idées toutes faites du monde occidental à l’égard de l’orthodoxie. Ces Lettres sont une des premières présentations de ce qu'est l'Église orthodoxe.
Ses poésies les plus remarquées sont composées pendant la guerre de Crimée et offrent à la vue un recueil de dissertations sur la thèse de l'union de tous les peuples slaves et de la répudiation du joug occidental.
Après 1855, il publie une série d'ouvrages et d'opuscules publiés à l'étranger, en français et en anglais, sur la théologie, tels que : 
- Quelques mots sur les communions occidentales, par un chrétien orthodoxe, Leipzig, 1855 («Несколько слов православного христианина о западных вероисповеданиях.») ;
- L'Église latine et le protestantisme au point de vue de l'Église d'Orient, Leipzig, 1858, et Lausanne, 1872.